# Nelsonfloden
Nelsonfloden (engelska Nelson River, franska fleuve Nelson) är en flod i Manitoba i Kanada. Den 650 km långa floden är Winnipegsjöns avlopp till Hudson Bay. Den sammanlagda fallhöjden är 216 meter, vilken fördelas på många forsar. Medelflödet vid mynningen är 2 800 m³ och avrinningsområdets yta är 1 070 000 km². Större bifloder är Saskatchewan River och Red River of the North.